# Ried bei Kerzers
Ried bei Kerzers, Ried b. Kerzers (fr. Essert, hist. Oberried) – gmina (fr. commune; niem. Gemeinde) w Szwajcarii, w kantonie Fryburg, w okręgu Lac. 1 stycznia 2006 do gminy przyłączono gminę Agriswil.

## Demografia
W Ried bei Kerzers mieszkają 1223 osoby. W 2020 roku 17,7% populacji gminy stanowiły osoby urodzone poza Szwajcarią.

## Transport
Przez teren gminy przebiegają autostrada A1 oraz droga główna nr 22.